# Мерани (футбольный клуб, Мартвили)
«Мерани» — грузинский футбольный клуб, представляющий в чемпионате своей страны город Мартвили. Клуб основан в 1955 году, под именем «Мерани», своё нынешние название клуб носит с 2006 года[прояснить]. Домашней ареной клуба, является стадион «Муртаз Хурцилава», вмещающий 2000 зрителей.

## История
В Эровнули лиге — высшем дивизионе Грузии, клуб впервые в своей истории выступал в сезоне-2011/12 и занял высшее для себя место в элите — 5-е. В сезоне-2013/14 занял последнее место (в том числе — в переходном турнире), но остался в лиге. В следующем сезоне занял 11-е место из 16, а в сезоне-2015/16 — 15-е и вылетел из высшего дивизиона.
В 2017 году занял 2-е место во Эровнули лиге 2, в стыковых матчах за выход в высший дивизион уступил «Колхети-1913» из Поти (1:2, 2:2). В следующем году занял последнее, 10-е место и вылетел в Лигу 3, где занял 1-е место и вернулся в Эровнули лигу 2. В 2020 году сохранил место во втором по значимости дивизионе по результатам стыковых матчах с «Гори» (0:0, 3:1). Вылетел в Лигу 3 по итогам сезона 2023, вернулся в Эровнули лигу 2 за год (победив в стыковых матчах «Штурми» — 1:0, 1:1, д. в.).

## Основной состав
| № |             | Поз. | Имя                 | Год рождения |
| - | ----------- | ---- | ------------------- | ------------ |
| ? | Флаг Грузии | Вр   | Гога Чвеценадзе     |              |
| ? | Флаг Грузии | Вр   | Малхаз Берия        |              |
| ? | Флаг Грузии | Защ  | Анзор Муджири       |              |
| ? | Флаг Грузии | Защ  | Илия Пхакадзе       |              |
| ? | Флаг Грузии | Защ  | Омар Чантуришвили   |              |
| ? | Флаг Грузии | Защ  | Кахабер Мамунашвили |              |
| ? | Флаг Грузии | Защ  | Нодар Ронишвили     |              |
| ? | Флаг Грузии | Защ  | Гога Чихиани        |              |
| ? | Флаг Грузии | Защ  | Зураб Кавернадзе    |              |
| ? | Флаг Грузии | Защ  | Арчил Паата         |              |

| № |             | Поз. | Имя                 | Год рождения |
| - | ----------- | ---- | ------------------- | ------------ |
| ? | Флаг Грузии | ПЗ   | Иракли Ерелишвили   |              |
| ? | Флаг Грузии | ПЗ   | Амиран Бунтуришвили |              |
| ? | Флаг Грузии | ПЗ   | Бека Разманадзе     |              |
| ? | Флаг Грузии | ПЗ   | Леван Кабулети      |              |
| ? | Флаг Грузии | ПЗ   | Дачи Сопоишвили     |              |
| ? | Флаг Грузии | ПЗ   | Роман Ачбурия       |              |
| ? | Флаг Грузии | ПЗ   | Лаша Конкадзе       |              |
| ? | Флаг Грузии | Нап  | Джаба Дзивзивадзе   |              |
| ? | Флаг Грузии | Нап  | Гиорги Климиашвили  |              |
| ? | Флаг Грузии | Нап  | Бичико Илларуидзе   |              |

## Достижения
- Кубок Грузии :
  - Финалист (1): 2016.
- Первая лига (второй по силе дивизион Грузии):
  - Серебро (1): 2010/11.
  - Бронза (3): 2007/08 («Запад»), 2008/09 («Запад»), 2009/10.